# Mya pseudoarenaria
Mya pseudoarenaria är en musselart som beskrevs av Schlesch 1931. Mya pseudoarenaria ingår i släktet Mya och familjen sandmusslor. Inga underarter finns listade i Catalogue of Life.